# Enslev Kirke (Norddjurs Kommune)
 For alternative betydninger, se Enslev Kirke. (Se også artikler, som begynder med Enslev Kirke)
Enslev Kirke ligger ved landsbyen Enslev ca. 5 km V for Grenaa (Region Midtjylland). Indtil kommunalreformen i 2007 lå den i Grenå Kommune (Århus Amt) og indtil kommunalreformen i 1970 lå den i Djurs Nørre Herred (Randers Amt)
Kirken har muligvis været viet til Sankt Nikolai i middelalderen. Kor og skib er opført i romansk tid af kridstenskvadre. Østgavlen har fire rundbuede blændarkader, hvis kapitæler er udsmykket med blade, arkaderne hviler på lisener, der er ommuret med små mursten. Kor og skib har foroven rundbuefrise, hver rundbue er hugget i én kvader med rifling langs bueslaget. På korets sydøsthjørne ses en reliefkvader, der fremstiller en kriger med spyd og spidsovalt skjold. Norddøren er tilmuret, de skråkantede kragsten ses i murværket. Syddøren er bevaret i brug, men er noget udvidet. I nordmuren ses kvadre med figurer og indridsninger, som dog er noget skjult af kalkningen.
Tårn og våbenhus er opført i sengotisk tid af munkesten. Tårnet er ikke bygget i forbandt med skibet. I tårnet hænger en klokke, som dateres til 1200-tallet.
Kor og skibet har fået indbygget hvælv i sengotisk tid, samtidig blev korbuen noget udvidet og omdannet til en spidsbue. Alterbordet dækkes af et panelværk fra o.1600. Altertavlen er fra o.1650, maleriet er en kopi efter Carl Bloch fra slutningen af 1800-tallet. Prædikestolen dateres til 1583. På nordpillen mellem skibets 2. og 3.fag ses en kalkmalet kriger til hest, i østkappen ses en kalkmalet datering, som ikke kan tydes.
Den romanske granitfont har ranker på kummen og rund fod med træer og figurer, fonten tillægges stenmesteren Horder.

## Eksterne kilder og henvisninger
- Wikimedia Commons har flere filer relateret til Enslev Kirke (Norddjurs Kommune)
- Enslev Kirke Arkiveret 4. februar 2011 hos  Wayback Machine på nordenskirker.dk
- Enslev Kirke Arkiveret 19. september 2015 hos  Wayback Machine på KortTilKirken.dk